# بوبي ويلسون
بوبي ويلسون (بالإنجليزية: Bobby Wilson)‏ (23 يوليو 1943 المملكة المتحدة - ) هو لاعب كرة قدم بريطاني.